# Marco Plaucio Silvano (pretor en 24)
Marco Plaucio Silvano fue un senador romano y pretor electo en 24 d. C. Ocupó el duunvirato de Trebula Suffenas, ciudad de origen de su familia, en 23 d. C.

## Familia
Era miembro de la gens Plaucia, hijo de Marco Plaucio Silvano, cónsul en 2 a. C., y su esposa Larcia, y por lo tanto estaba emparentado con el Aulo Plaucio que invadió Britania en 43 d. C.
Primero se casó con Fabia Numantina, pero su matrimonio terminó en 24 d. C., ya que para entonces se casó con Apronia, hija de Lucio Apronio. Fue acusado de asesinarla "por razones no determinadas", arrojándola por una ventana ese mismo año. La respuesta de Silvano fue que él estaba dormido y por tanto ignoraba las circunstancias que llevaron a su muerte, diciendo que tal vez se había suicidado. El asesinato fue investigado por el emperador Tiberio quien, después de inspeccionar personalmente el dormitorio de la pareja, descubrió indicios de una pelea y, por lo tanto, remitió el caso al Senado para que lo juzgara. Sin embargo, la abuela de Silvano, Urgulania, le envió una daga, alentándolo a suicidarse, lo cual hizo debidamente. Poco después del asesinato de Apronia, su primera esposa fue "acusada de haber causado la locura de su marido mediante encantamientos y pociones mágicas", pero fue absuelta.
Durante su vida, es probable que Silvano adoptara a Tiberio Plaucio Silvano Eliano, quien Syme sugiere que era hijo de Lucio Elio Lamia, cónsul en el año 3 d. C. Plaucio es un personaje secundario en la novela de Robert Graves Yo, Claudio, donde se da a entender que su segunda esposa fue asesinada por un admirador de la primera.